# Marleen van Iersel
Marleen van Iersel (7 de janeiro de 1988) é uma jogadora de vôlei de praia neerlandesa.

## Carreira
Em 2004 disputou com Arjanne Stevens a edição do Campeonato Mundial de Vôlei de Praia Sub-21 em Porto Santo finalizando na quarta posição, disputou também este campeonato em 2006  ao lado de Marloes Wesselink e terminou com o bronze , edição disputada em Mysłowice, repetindo o feito juntas na edição de 2007 em Modena.
Com Daniëlle Remmers disputou a edição do Campeonato Mundial de Vôlei de Praia Sub-21 de 2008 realizado em Brighton e conquistaram a medalha de ouro.
Na edição dos Jogos Olímpicos de Verão de 2012 ela representou  seu país ao lado de Sanne Keizer, caindo nas oitavas-de-finais. e nos Jogos Olímpicos de Verão de 2016 ela representou  seu país ao lado de Madelein Meppelink, caindo nas oitavas-de-finais.

## Títulos e resultados
- Campeonato  Mundial de Vôlei de Praia Sub-21:2004